# 公募隊
登山における公募隊（こうぼたい）とは、登山者を募りエベレストなどへの高峰へ挑む登山隊のこと。商業隊、商業公募隊と呼ばれることもある。誰でも参加できるというイメージにより、ネガティブに捉えられることもあるが、各国の登山協会などによる大型遠征隊が激減する状況もあり、高峰への登頂を目指すための手段として認知されつつある。

## 背景
1990年代前半までの公募隊は、従来の登山隊などの組織に縛られない個人同士が、ネパール政府への登山料や資材運搬費の頭割りを図るために結成する互助会的な組織であったが、1990年代後半以降、ベテランガイド（登山家）が商業目的で組織するツアー形式の隊が主流となった。

## 公募隊のメリット
入山料の支払いから、現地シェルパの雇用、物資の調達など登頂に必要な準備や手配（ツアー代金により内容の濃淡はある）を主催者が一括して行うことから、所属組織の規模の大小や有無、年齢や性別、時には経験すら問われずに高峰へのアクセスが可能となった。

## 公募隊のデメリット
隊員同士の言語、技量などがまちまちであるため、高山への登頂に必要不可欠な意思疎通が図ることが難しい。参加者は、登頂資格を有していることが前提となるが、登山技量が劣る参加者も見られるため、時としてスケジュールが過密になることがある。ワンシーズンに何隊も組まれる公募隊の存在は、登山者の渋滞を生み、行動時間を浪費し、酸素の消費を早め、天候の急変に対応できないなど致命的なアクシデントを招くリスクも高まる。

## 参加への注意
2000年代以降、日本語のホームページにてエベレストへのツアーを募集する国内・外の会社が増えている。日本円で数百万円支払えば、登山に関するあらゆるサポート及び登頂の資格が得られる状況は、素人でも参加できる「ちょっと厳しい観光ツアー」という印象を与えるが、エベレストに整備された登山路があるわけでもなく、依然として長時間の雪中行軍、岩壁の登攀能力、高山病への適応など高いレベルの登山技術が要求される状況には変わりがない。エベレストの標高8000m以上の高地には、回収される見込みのない登山家の遺体がゴロゴロしている。
1996年にはエヴェレスト大量遭難と呼ばれる、2つの商業登山パーティーから一夜にして8名の遭難死者を出す惨事が発生し、日本人女性登山家難波康子も死亡している。
公募隊参加者の遭難は、2020年代においても後を絶たない。参加費用が低い公募隊は、自分でどうにかしなければならない部分が多いが、低料金の隊ほど経験の浅い登山者が参加する傾向があり、これら登山者やガイドが死亡するケースも見られる。